# Verónica Boquete

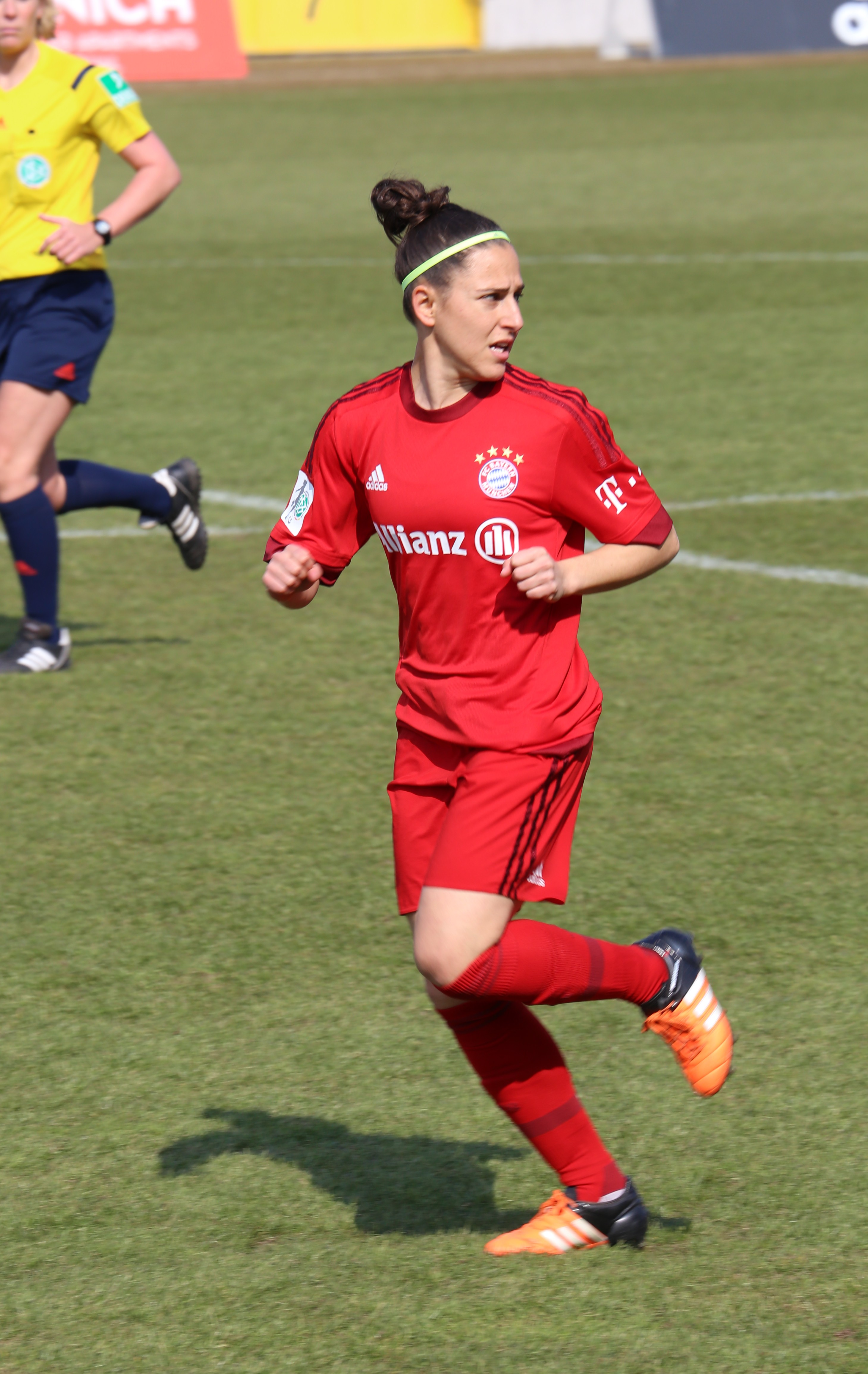
Beim Bundesliga-Spiel FC Bayern München gegen FF USV Jena am 19. März 2016

 Verónica Boquete Giadans  (* 9. April 1987 in Santiago de Compostela) ist eine spanische Fußballspielerin.

## Karriere

### Vereine

#### Spanien
Boquete begann 14-jährig bei Xuventú Aguiño, einem in Galicien im Nordwesten Spaniens ansässigen Verein, mit dem Fußballspielen. Nach vier Spielzeiten wurde sie 2005 von CD Transportes Alcaine, dem in der gleichnamigen Hauptstadt Aragoniens ansässigen Verein verpflichtet, für den sie in drei Spielzeiten, die letzte unter dem Namen CD Prainsa Zaragoza, 66 Punktspiele bestritt und 21 Tore erzielte.
Damit weckte sie die Aufmerksamkeit von Espanyol Barcelona, der sie verpflichtete. Auch für diese Mannschaft erwies sich Boquete mit 19 Toren in 38 Punktspielen als äußerst treffsicher und gewann mit ihr 2009 und 2010 den Königinnenpokal.

#### Vereinigte Staaten und Spanien
Nach dem überseeischen Intermezzo 2010 in der USL W-League, der zweithöchsten Spielklasse im US-amerikanischen Frauenfußball, bei Buffalo Flash und in der Women’s Professional Soccer bei den Chicago Red Stars, kehrte Boquete zu Espanyol Barcelona zurück. Bis zum Saisonende 2010/11 erzielte sie 22 Tore in nur zwölf Punktspielen, bevor sie abermals in die höchste Spielklasse im US-amerikanischen Frauenfußball, zu Philadelphia Independence, wechselte. Mit fünf Toren in 13 Ligaspielen trug sie zum zweiten Platz in der „Regular Season“ bei, der zur Teilnahme am Super Semifinal berechtigte. Nachdem magicJack, eine Mannschaft aus Boca Raton, mit 2:0 besiegt worden war, unterlag sie mit der Mannschaft im Finale um die WPS Championship gegen Western New York Flash mit 4:5 im Elfmeterschießen; wobei sie ihren Elfmeter verwandelte.

#### Russland und Schweden
Da die Saison am 27. August 2011 endete, spielte Boquete bis zum Jahresende für den russischen Verein Energija Woronesch aus Woronesch in Zentralrussland. Von 2012 bis 2014 absolvierte sie drei Spielzeiten in der Damallsvenskan, der höchsten Spielklasse im schwedischen Frauenfußball. Mit Tyresö FF gewann sie in ihrer ersten Spielzeit die Meisterschaft; in der Champions-League-Saison 2013/14 erreichte Tyresö das Finale, unterlag aber dem Titelverteidiger VfL Wolfsburg. Insgesamt bestritt Boquete für Tyresö FF 39 Ligaspiele, in denen sie 14 Tore erzielte. Nachdem der Verein aus finanziellen Gründen den Spielbetrieb hatte einstellen müssen, wechselte Boquete im Juni 2014 in die US-amerikanische National Women’s Soccer League.

#### Vereinigte Staaten und Deutschland
Mit dem Portland Thorns FC erreichte Boquete 2014 den 3. Tabellenplatz, der zur Teilnahme am Halbfinale berechtigte, das mit 0:2 gegen den späteren Meister FC Kansas City verloren wurde. Zur Saison 2014/15 wurde sie vom deutschen Bundesligisten 1. FFC Frankfurt verpflichtet. Ihr Bundesligadebüt gab Boquete am 31. August 2014 (1. Spieltag) beim 1:1-Unentschieden im Auswärtsspiel gegen den späteren Meister FC Bayern München, gegen den sie im Rückspiel, am 7. Dezember 2014 (12. Spieltag) bei der 1:2-Niederlage mit dem Anschlusstreffer in der 62. Minute, auch ihr erstes Bundesligator erzielte. Mit den Frankfurterinnen nahm sie an der UEFA Women’s Champions League 2014/15 teil und gewann diese am 14. Mai 2015, nachdem im Finale Paris Saint-Germain mit 2:1 hatte bezwungen werden können.
Zur Saison 2015/16 wurde Boquete vom FC Bayern München verpflichtet. Am 20. November 2015 (9. Spieltag) gab sie ihr Debüt, als sie beim 5:0-Sieg im Auswärtsspiel gegen Bayer 04 Leverkusen für Sara Däbritz in der 71. Minute eingewechselt wurde. Ihr erstes Bundesligator für die Bayern erzielte sie am 28. Februar 2016 (15. Spieltag) beim 2:0-Sieg im Heimspiel gegen Werder Bremen mit dem Treffer zum 2:0 in der 47. Minute. Am 1. Mai 2016 (20. Spieltag) gewann Boquete mit den Bayern vorzeitig die Deutsche Meisterschaft; mit dem 5:0-Sieg über Bayer 04 Leverkusen im Heimspiel war ihr Verein nicht mehr vom ersten Platz der Tabelle zu verdrängen.

#### Frankreich
Zur Saison 2016/17 wechselte Boquete zum französischen Erstligisten Paris Saint-Germain, bei dem sie einen bis zum 30. Juni 2018 gültigen Vertrag unterzeichnete. Ihr Debüt am 10. September 2016 (1. Spieltag) beim 4:0-Sieg im Auswärtsspiel gegen ASPTT Albi krönte sie mit ihrem ersten Punktspieltor, dem Treffer zum Endstand in der 64. Minute. Nachdem sie bis zu ihrem letzten Punktspiel am 14. Januar 2018 (13. Spieltag) beim 3:1-Sieg im Auswärtsspiel gegen den OSC Lille acht Tore in 31 Punktspielen erzielt hatte, löste sie ihren Vertrag am 3. Februar 2018 in Paris auf.

#### China
Nach ihrem Weggang aus Frankreich unterschrieb Boquete am 5. Februar 2018 in Chinas Chinese Women’s Super League beim Beijing BG Phoenix FC.

#### Vereinigte Staaten und Italien
Zur Spielzeit 2019 kehrte Boquete in die Vereinigten Staaten zurück und schloss sich dem Utah Royals FC an. Nach zwei Spielzeiten wurde sie vom italienischen Erstligisten AC Mailand verpflichtet. Nach zwei Saisons, in denen sie vier Tore in insgesamt 25 Pflichtspielen erzielt hatte, wurde sie zur Saison 2022/23 vom Ligakonkurrenten AC Florenz verpflichtet. Nach drei Spielzeiten, in denen sie 24 Tore in 72 Punktspielen erzielte, endete ihr Vertrag bei der Fiorentina.
Am 14. Juli 2025 wurde Boquete von Como 1907 für die kommende Saison verpflichtet.

### Nationalmannschaft
Boquete nahm an der vom 28. Juli bis 8. August 2004 in Finnland ausgetragenen U-19-Fußball-Europameisterschaft teil und gewann den Titel im Finale, das mit 2:1 gegen die Auswahl Deutschlands gewonnen wurde. Nachdem sie bis 2006 23 Länderspiele für die U-19-Nationalmannschaft bestritten hatte, debütierte sie am 25. Oktober 2008 in Madrid in der A-Nationalmannschaft, die in der 3. Qualifikationsrunde zur Europameisterschaft 2009 mit 0:2 gegen die Auswahl der Niederlande verlor.
Boquete nahm an der vom 10. bis 28. Juli 2013 in Schweden ausgetragenen Europameisterschaft teil, erzielte in den drei Gruppenspielen zwei Tore und schied im Viertelfinale mit 1:3 gegen die Auswahl Norwegens aus dem Turnier aus.
Nach der erfolgreichen Qualifikation für die Weltmeisterschaft 2015 nahm Boquete am vom 6. Juni bis 5. Juli 2015 in Kanada ausgetragenen Turnier teil. Sie kam in allen drei Gruppenspielen zum Einsatz, schied nach diesen aus dem Turnier aus. Im letzten Gruppenspiel, bei der 1:2-Niederlage gegen die Auswahl Südkoreas, erzielte sie ihr erstes WM-Tor.

## Erfolge

### Nationalmannschaft
- Erste Teilnahme an der Weltmeisterschaft 2015
- U-19-Europameisterin 2004

### Vereine
- Champions-League-Siegerin 2015 (mit dem 1. FFC Frankfurt)
- Deutsche Meisterin 2016
- Schwedische Meisterin 2012 (mit Tyresö FF)
- W-League-Meisterin 2010 (mit Buffalo Flash)
- Copa-de-la-Reina-Siegerin 2009, 2010 (mit Espanyol Barcelona)

### Auszeichnungen
- Mittelfeldspielerin der Saison der Serie A 2023/24
- Team des Jahres der Serie A 2024